# Nautischer Informationsfunk
Der Nautische Informationsfunk  im Binnenschifffahrtsfunk (NIF) ist eine Funkanwendung des Mobilfunkdienstes oder des mobilen Landfunkdienstes. Er dient der Kommunikation zwischen Schiffen auf Binnenschifffahrtsstraßen und den für den Betriebsdienst auf den Wasserstraßen zuständigen Bundesbehörden und wird auch von diesen Bundesbehörden betrieben, da er eine Hoheitsaufgabe der Bundesrepublik Deutschland und nicht der Länder ist, zum Beispiel an den Schleusen, den Revierzentralen und Bundeswasserstraßen. Im NIF werden regelmäßig Informationen über den Zustand der Wasserstraßen, z. B. die Wasserstände oder aktuelle Schleusensperrungen gegeben sowie die Verkehrsberatung und Verkehrslenkung der Schiffe durchgeführt.
Der NIF wird auf den Funkkanälen des Verkehrskreises Nautische Information des Binnenschifffahrtsfunks abgewickelt. Hier dürfen ausschließlich Nachrichten übermittelt werden, die sich auf den Schutz von Personen oder auf die Fahrt oder auf die Sicherheit von Schiffen beziehen. So sollen zum Beispiel Notrufe, die im Binnenschifffahrtsfunk vorrangig auf dem ständig abzuhörenden Schiff-Schiff-Funkkanal abgegeben werden können, nach Möglichkeit auch auf dem örtlich festgelegten Funkkanal des Verkehrskreises Nautische Information abgegeben werden.
Abweichend von der im Binnenschifffahrtsfunk – als typisches Kommunikationsmittel für den Nahbereich – maximal zulässigen Sendeleistung der Funkgeräte von 1 Watt darf im Verkehrskreis Nautische Information mit der im internationalen Seefunkdienst auf Ultrakurzwelle (UKW) üblichen Sendeleistung von bis zu 25 Watt gesendet werden (Ausnahme Belgien und Niederlande nur 1 Watt), um eine größere Funkreichweite zu erzielen.